# Ku-ring-gai Council
Koordinaten: 33° 45′ S, 151° 9′ O

Ku-ring-gai Council ist ein lokales Verwaltungsgebiet (LGA) im australischen Bundesstaat New South Wales. Ku-ring-gai gehört zur Metropole Sydney, der Hauptstadt von New South Wales. Das Gebiet ist 85,4 km² groß und hat etwa 124.000 Einwohner. Es wurde nach dem Volk der Guringai benannt, die einst hier siedelten.
Ku-ring-gai liegt in Outer Sydney nördlich des Hafens von Sydney etwa 10 bis 20 km nördlich des Stadtzentrums. Das Gebiet beinhaltet 17 Stadtteile: Gordon, Killara, East Killara, Lindfield, East Lindfield, Pymble, West Pymble, Roseville Chase, St Ives, St Ives Chase, Turramurra, North Turramurra, South Turramurra, North Wahroonga, Warrawee und Teile von Roseville und Wahroonga. Der Verwaltungssitz des Councils befindet sich im Stadtteil Gordon in der Südhälfte der LGA.

## Verwaltung
Der Ku-ring-gai Council hat zehn Mitglieder, die von den Bewohnern der fünf Wards gewählt werden (je zwei aus Comenarra, Gordon, Roseville, St Ives und Wahroonga Ward). Diese fünf Bezirke sind unabhängig von den Stadtteilen festgelegt. Aus dem Kreis der Councillor rekrutiert sich auch der Mayor (Bürgermeister) des Councils.